# Julius Raab
Pour les articles homonymes, voir Raab (homonymie).
Julius Raab, né le 29 novembre 1891 à Sankt Pölten, alors en Autriche-Hongrie, et mort le 8 janvier 1964 à Vienne, est un homme d'État autrichien. Il est chancelier fédéral de l'Autriche de 1953 à 1961.